# Orpierre
Orpierre är en kommun i departementet Hautes-Alpes i regionen Provence-Alpes-Côte d'Azur i sydöstra Frankrike. Kommunen ligger  i kantonen Orpierre som ligger i arrondissementet Gap. År 2022 hade Orpierre 319 invånare.

## Befolkningsutveckling
Antalet invånare i kommunen Orpierre
Referens:INSEE